# Askuiner
Die Askuiner (auch: Hemma-Askuin-Sippe) waren ein hochfreies Adelsgeschlecht, das ab dem 11. Jahrhundert bis in die erste Hälfte des 12. Jahrhunderts vor allem im Kärntner Raum als Erbvögte von Gurk in Erscheinung trat.

## Geschichte
Gräfin Hemma von Gurk, eine Blutsverwandte der Askuiner, hatte große Teile ihrer riesigen Ländereien
in der späteren Untersteiermark und der Windischen Mark ihrem Stift Gurk gewidmet, aus dem nach ihrem Tod das Bistum Gurk entstand. Die Askuiner mussten sich mit dem Rest des Erbes begnügen, das trotzdem noch von ansehnlicher Größe war.
Im Investiturstreit verloren sie im Kampf gegen die auf päpstlicher Seite stehenden Spanheimer 1105/06 Einfluss, Würden und Besitz. Ein Zweig dieses Geschlechtes, die Herren bzw. Grafen von Weichselburg, siedelte in Krain und erlosch 1209 im Mannesstamm.
Das Gebiet um Windischgraz gelangte 1105/06 von den Askuinern an die Spanheimer; vom Gebiet um Mahrenberg (Radlje ob Dravi) übergab Graf Werigand Güter ad Radelach sita (30 Mansen) an Erzbischof Konrad I. von Abenberg, um Untaten gegen dessen Vorgänger, Thiemo von Salzburg, zu sühnen. Diese Güter schenkte Konrad 1139 an Admont weiter, das sie wiederum Bernhard von Trixen und seiner Frau Kunigunde zur lebenslangen Nutzung überließ.
Burg und Herrschaft Löwenberg/Lemberg bei Neuhaus/Dobrna wurden von den Askuinern an Graf Hartwig von Bogen vererbt; dieser verkaufte sie 1147 an Gurk weiter.

## Genealogie
NN
- A: Gräfin Hemma von Gurk († 1045), ⚭ Markgraf Wilhelm von der Sann († 1036)

NN
- A: Graf Askuin (Asquin, Aschwin) († 1045–1060), erblicher Vogt von Gurk, wohl ab 1036 Markgraf von Soune
  - B: Graf Starchand I. (Starchant, Starkhand) († vor 1090), Vogt von Gurk, 1071 und 1072 Einwilligung zur Umwandlung in Bistum, Markgraf
    - C: Graf Starchand II. († nach 1103), Vogt von Gurk 1103, 1103 Markgraf an der Sann
    - C: Graf Werigand von Plain(?) († um 1147), Vogt von Gurk (1130 durch König Lothar III. enthoben)[3]
      - D: (Zu Heinrich, Dietrich und Mainhalm siehe auch: Grafen von Weichselburg.)
      - D: Heinrich Pris von Pux (1105–1165), Freisinger Vogt der Herrschaft Katsch,[4] 1136 Gründung Kloster Sittich,[5] 1152 Schenkung Radolfsdorf an Sittich,[6] ⚭ Liebyrch
        - E: Geschlecht der Schärfenberger

      - D: Dietrich (Theoderich), 1136 Gründung Kloster Sittich[5]
      - D: Graf Meginhalm/Mainhalm de Chraina (1132–1165), 1136 Gründung Kloster Sittich,[5] 1152 Burg Weichselberg (Višnja Gora), 1154 in castello Wichselberg, verblieb  vermutlich im Kreuzzug 1145–49, ⚭ Sophie
        - E: Graf Albert († 1209), ab 1156 Inhaber von Weichselburg, Vogt von Sittich[7]
          - F: Sohn (Albert?, † als Kind)
          - F: Sophie († Admont 1254), Erbtochter, ⚭ 1207 Heinrich von Andechs († 1228), Markgraf von Istrien

      - D: Gräfin Emma (Hemma) (1141–1163), 1152 Schenkung Babindorf/Bodendorf an Sittich,[6] ⚭ 1152 Graf Wolfrad von Treffen († um 1180)
        - E: Ulrich von Treven, Patriarch von Aquileia (1161–1182)[8]
        - E: Willibirg, ⚭  Graf Heinrich von Lechsgemünd

    - C: Graf Ulrich, um 1097
    - C: Graf Bernhard
    - C: NNw, ⚭ Meginhardus de Sconenberge (Meinhard I. von Schönberg und Schwarzenburg/Črny Grad) (1141)
      - D: Graf Meinhard II. von Schönberg und Schwarzenburg († nach 1183), 1177 „comes Meynardus de Hystria“
        - E: Mathilda, comitissa de Pysino (Gräfin von Mitterburg), ⚭ Engelbert III. von Görz

  - B: Graf Wernher (Wezil) von Reichersberg († um 1090), 1074 Markgraf, Gründer von Stift Reichersberg (1084), ⚭ Dietberga, Tochter von Chadalhoch von Helfenstein, Schwester von Erzbischof Gebhard
    - C: Gebhard († nach 1074, jung)

  - B: Aribo († vor 1090)
    - C: Albuin († 1090), griff Stiftung Reichersberg 1090 an, Erbauer der Burg Stein nahe Reichersberg, ⚭ Liutkard[9]

  - B: ?NN (Pretzlaus?),
    - C: Freie von Weitenswald (Witanswalde): Ascuin, Sohn Weriandus nobilis[10][9] ...
    - C: Freie von Sanneck (Grafen von Cilli)
    - C: Freie von Hoheneck (Hohenegg/Vojnik): Liupold, Sohn Wergand ... Wilhelm II.